# Bossejski Instytut Ekumeniczny
Bossejski Instytut Ekumeniczny lub Instytut Ekumeniczny w Bossey (fr. Institut œcuménique de Bossey) – założony w 1946 w zamku Bossey (Bogis-Bossey) k. Genewy z inicjatywy pierwszego sekretarza Światowej Rady Kościołów Willema Visser ’t Hoofta i stałego Komitetu, powołanego w 1925 przez Sztokholmską Światową Konferencję Praktycznego Chrześcijaństwa. Utworzenie zostało wsparte finansowo przez Johna D. Rockefellera juniora. W 1952 Instytut uzyskał afiliację do wydziału teologii protestanckiej na Uniwersytecie w Genewie.
Instytut od początku było pomyślany jako umysłowe, teologiczne wsparcie działalności Światowej Rady Kościołów (ŚRK), np.  w 1954 grupa 25 teologów Instytutu opracowała główny temat obrad Ewanstońskiego Zgromadzenia Ogólnego ŚRK. Instytut zajmuje się także formacją ekspertów i działaczy ekumenicznych. Działa na rzecz zbliżenia różnych wspólnot chrześcijańskich, bez wyłączenia jakiejkolwiek. W Instytucie organizowane są także kursy dla duszpasterzy i zainteresowanych ekumenizmem oraz spotkania i konferencje. Dyrektorami Instytutu byli H. Kraemer (1947–1955), H.H. Wolf (1955–1966),  N.A. Nissiotis (1966–1973);  J.S. Mbiti.